# Rodzina Borgiów (powieść)
Rodzina Borgiów (ang. The Family) – powieść Mario Puzo opowiadająca o papieżu Aleksandrze VI i jego rodzinie. Autor pracował nad nią ponad dwadzieścia lat. Została ona ukończona przez wieloletnią przyjaciółkę autora, Carol Gino i wydana już po jego śmierci w 2001.

## Wprowadzenie
Rdzeniem powieści są autentyczne wydarzenia na przełomie XV i XVI w. wieku przeplatane fikcją literacką dotyczącą, późniejszego papieża Aleksandra VI.
Wiele bohaterów w powieści to postaci autentyczne, w tym Niccolò Machiavelli, Duarte Brandão oraz członkowie rodziny Borgiów: Lukrecja Borgia, Vanozza Cattanei, Cezar Borgia, Juan Borgia, Joffre Borgia, Giovanni Borgia.

## Opis
Papież Aleksander VI (dawniej Rodrigo Borgia) wierzy, że Bóg ostatecznie wybaczy mu jego wszystkie grzechy tylko dlatego, że jako papież jest nieomylny. Powieść skupia się na losach rodziny Rodriga Borgii: ukochanej córki papieża Lukrecjii, wieloletniej partnerki Vanozzy Cattanei oraz synów Cezara Borgii, Juana Borgii, Joffreja Borgii, Giovanniego Borgii.
Autor sugeruje, że Borgiowie byli pierwszą rodziną mafijną, która w swoim postępowaniu kieruje się jedynie własnym interesem, dla realizacji którego nie waha się użyć szantażu, przekupstwa czy mordu. Na kartach powieści pojawiają się też Leonardo da Vinci, Niccolò Machiavelli, Girolamo Savonarola.

## Streszczenie
Renesansowe Włochy. W 1492 Rodrigo Borgia zostaje wybrany na papieża. Przybiera imię Aleksandra VI. Jest to człowiek szczerze oddany służbie Bogu, lecz równie mocno kocha wiele aspektów świeckiego życia: wystawne przyjęcia, wino i powab kobiecego ciała. Ważne miejsce w jego sercu zajmują jego dzieci: Cezar, Juan i Lukrecja. Aleksander wiąże z nimi wielkie plany, chcąc z ich pomocą wzmocnić pozycję swojej rodziny oraz zjednoczyć sprawować rządy nad rozbitą Italią.
Namiętny romans rodzeństwa (Cezara i Lukrecji) ciągnie się przez całą fabułę. Seksualna inicjacja Lukrecji z jej starszym bratem Cezarem, zaaranżowana przez samego Aleksandra, z czasem przeradza się w namiętne uczucie między rodzeństwem. Stało się to przyczyną rozterek i gwałtownych działań Cezara. Aleksander wydaje za mąż Lukrecję trzy razy z powodów politycznych. Po raz pierwszy z Giovannim Sforza, panem Pesaro), z którym małżeństwo zostało unieważnione z powodu impotencji mężczyzny. Drugie małżeństwo z Alfonsem d’Aragon, zakończyła śmierć królewicza. I wreszcie z Alfonso I d’Este, księciem Ferrary).
Cezar, który zamienia szaty kardynalskie, by stać się naczelnym dowódcą armii ojca, prowadzi podbój za podbojem wypełniając ambicje Aleksandra.
Juan Borgia zostaje zabity przez swojego brata, Joffreja.
Jak w Ojcu chrzestnym miłość, wystawne uroczystości, kompleks dwulicowości przeplatają się z wybuchami przemocy.